# Vườn quốc lập Aso Kujū
Vườn quốc lập Aso Kujū (阿蘇くじゅう国立公園 (A Tô Cửu Trọng quốc lập công viên) Aso Kujū Kokuritsu Kōen) là một vườn quốc gia ở hai tỉnh Kumamoto và Ōita, trên đảo Kyushu, Nhật Bản. Tên của vườn quốc lập xuất phát từ tên của núi Aso, ngọn núi lửa hoạt động mạnh nhất tại Nhật Bản, và các ngọn núi của núi Kujū.

## Lịch sử
Vườn quốc lập Aso khởi đầu vào năm 1934, và đến năm 1986 sau khi được mở rộng, vườn quốc gia này được đổi tên thành Vườn quốc lập Aso Kujū.

## Các đô thị liên quan
- Kumamoto: Aso, Kikuchi, Minamiaso, Minamioguni, Oguni, Ōzu, Takamori, Ubuyama[3]
- Ōita: Beppu, Kokonoe, Kusu, Taketa, Yufu[3]